# Hugh Kennedy
Hugh Kennedy (født 22. oktober 1947), er en britisk historiker med fokus på Mellemøsten i middelalderen, specielt de muslimske stater, men også lidt om korsfarerstaterne.
Han var tidligere ansat professor i Mellemøstens historie ved St. Andrews Universitet i Skotland.[kilde mangler]
Hans værker handler for det meste om de tidlige islamiske stater i Mellemøsten, men han har også skrevet om muslimerne i Portugal og Spanien i middelalderen.

## Udvalgt litteratur
- Crusader Castles
- Muslim Spain and Portugal
- Armies of the Caliphs – Military and Society in the Early Islamic State
- The Prophet and the Age of the Caliphates